# マリアン・ングアビ
マリアン・ングアビ（フランス語: Marien Ngouabi, 1938年12月31日 - 1977年3月18日）は、コンゴ共和国の軍人、政治家。同国国家元首（大統領）を1968年、1969年から1977年にわたって務めた。名前の他表記としてヌグアビ、エングアビなどがある。

## 経歴
コンゴの北部キュヴェト出身。初等教育を終えると15歳から軍の学校へ進む。その後フランス領中央アフリカでの従軍を経て、コンゴ独立の1960年よりフランスで士官教育を受ける。1968年10月1日には、軍の司令官を務めるなど若くして頭角を現した。
1963年8月、親仏派で腐敗したアッベ・フルベール・ユールー政権が民衆の暴動により打倒される（コンゴ8月革命）と、コンゴ全体は左傾化していく。ユールー政権の後成立したアルフォンセ・マサンバ＝デバ政権は、穏健な社会民主主義的政策を実施するが、より急進的な改革を求めるアンブロワーズ・ヌマザレイ首相らを支える極左派民兵「市民防衛団」がデバ政権とコンゴ国軍を脅かした。軍内部でもダビド・ムツアカ参謀長ら保守的な上層部と空挺隊のングアビ大尉が対立した。1966年8月、国軍はングアビに降職を命じたがングアビ派は反乱を起こし、ムツアカを拘束した。ングアビは空挺隊司令官に任命され、反乱は収束した。
ングアビと関係が悪化したマサンバ＝デバはクーデター容疑でングアビを逮捕したが、軍部の反乱でングアビは釈放され、マサンバ＝デバは失脚した（1968年8月2日）。ングアビは8月4日、「国家革命評議会(CNR)」を創設して議長に就任し、親仏派のアルフレッド・ラウル大尉を首相に任命。極左派の民兵を攻撃して解体した上で、同年9月3日大統領に就任し、軍部による独裁を始めた。
ングアビはコンゴ労働党(PCT)を結成し（1969年12月）、軍主導によるマルクス・レーニン主義的政策を実施するが、西側との関係が切れない状態が続いたことから実質的に中道路線であった。1970年に国名を｢コンゴ人民共和国」と改称した。
コンゴ共和国の収入源である石油は国家管理下に置かれた。しかし、軍による国営企業の管理は腐敗をもたらし、粛清により人材が欠乏した。ングアビは独立以来冷遇されてきた北部人を優遇し、南部人の反感をかった。加えて、親仏的な保守派からマルクス主義者までを包含する軍内部の路線対立も激しく、反対派への抑圧が強化された。1971年にはアンゲ・ディアワラ中尉による反乱が発生、1973年まで続いた。
経済低迷で政権が行き詰まるなか、1977年3月18日に、大統領警護隊の一部に暗殺され、ジョアキム・ヨンビ＝オパンゴ将軍が後継者となる。ングアビ暗殺を指揮したカキディディ大尉は逮捕後に殺害された。
ヨンビ＝オパンゴ解任後、ドニ・サスヌゲソが実権を掌握した。
1977年7月28日に、ングアビの功績を称え、国内唯一の国立大学であるブラザウィル大学がマリアン・ングアビ大学へと改名された。